# Andrés Cepeda
Andrés Cepeda, né le 7 juillet 1973 à Bogota, est un auteur-compositeur-interprète colombien. Il a également été l'un des coaches dans l'émission de téléréalité La Voz Colombia.